# Dendrelaphis subocularis
Dendrelaphis subocularis är en ormart som beskrevs av Boulenger 1888. Dendrelaphis subocularis ingår i släktet Dendrelaphis och familjen snokar. Inga underarter finns listade i Catalogue of Life.
Arten förekommer i Sydostasien i sydöstra Kina (provins Yunnan), Myanmar, Laos, Vietnam, Kambodja och Thailand fram till norra Malackahalvön. En avskild population hittas på Java. Dendrelaphis subocularis lever i låglandet upp till 200 meter över havet. Den vistas i olika slags skogar. Honor lägger ägg.
Skogens omvandling till bland annat odlingsmark är ett hot mot beståndet. Hur starkt populationen minskar är inte känt. Denna orm är inte sällsynt. IUCN kategoriserar arten globalt som livskraftig.